# Tiażyno (obwód kurski)
Tiażyno (ros. Тяжино) – wieś (ros. деревня, trb. dieriewnia) w zachodniej Rosji, w sielsowiecie korowiakowskim rejonu głuszkowskiego w obwodzie kurskim.

## Geografia
Miejscowość położona jest nad rzeką Wiedźma (dopływ Sejmu, 2,5 km od centrum administracyjnego sielsowietu korowiakowskiego (Korowiakowka), 15,5 km od centrum administracyjnego rejonu (Głuszkowo), 131 km od Kurska.
W granicach miejscowości znajdują się ulice: Polewaja, Sadowaja, Tiażynskaja.

## Demografia
W 2010 r. miejscowość zamieszkiwały 202 osoby.